# Saigón (película)
Saigón (título original: Off Limits) es una película estadounidense de 1988 dirigida por Christopher Crowe y protagonizada por Willem Dafoe, Gregory Hines y Fred Ward.

## Argumento
La película está ambientada en la guerra de Vietnam en 1968. El sargento Buck McGriff y el sargento Albaby Perkins son dos agentes del CID que tienen el encargo de investigar crímenes cometidos por miembros del ejército estadounidense y capturarlos. Están para ello en Saigón. 
Cuando se encuentra un día asesinada a una prostituta, ellos descubren que solo fue uno de un total de seis asesinatos a prostitutas cometidos en el último año y que todas tenían relaciones con militares estadounidenses. También descubren que hubo otra investigación anterior en el departamento y que se cerró desde un nivel superior en la cadena de mando, por lo que el asesino también debe ser por ello alguien importante dentro del ejército. 
Decididos a capturar al asesino en serie, incluso contactan con el Vietcong para ello con el propósito de contactar con una testigo de los asesinatos que también es miembro de esa guerrilla. Con la ayuda de una monja francesa, la hermana Nicole, que conoce el ambiente y cuyo testimonio fue decisivo para que se diesen cuenta de la existencia del asesino en serie, y su suboficial al cargo, el Sargento Mayor Dix, finalmente se acercan a su objetivo. A medida que su investigación los acerca cada vez más al asesino, descubren que sus vidas están en peligro por ello y que se quiere envíarlos también a casa por sus investigaciones. Finalmente, en el último momento, consiguen interrogar a la testigo, miembro del Vietcong, y que está en la base de un túnel de la organización guerrillera, al cual pueden entrar con su permiso con los ojos tapados para interrogarla. En la entrevista con ese testigo descubren que su propio suboficial superior es el asesino, lo cual pueden también confirmar al investigar después su apartamento y encontrar pruebas de lo que hizo allí. 
Resulta que lo hizo en un acto desenfrenado de dolor y de venganza, ya que no le dieron la posibilidad de ser un oficial en el frente durante la guerra de Corea que ansíaba mucho. Por ello mató allí a la mujer del coronel que se encargó de ello en venganza por lo que hizo y que era antes una prostituta. Ese impulso le llevó a matar luego a otras prostitutas con relaciones parecidas en Corea. Luego lo dejó después de la guerra hasta que vino la guerra de Vietnam, adonde fue enviado. La guerra le hizo revivir ese dolor otra vez, lo que le causó el impulso de matar otra vez a prostitutas con similares relaciones allí. Dándose también cuenta que Dix quiere ahora matar a Nicole en su plan de cerrar otra vez el caso pensando que ya ha podido apartar a los dos agentes militares para ello, ellos consiguen llegar a tiempo antes de que pueda ejecutar su plan y matarlo. Luego las cosas vuelven otra vez a su cauce.

## Reparto
- Willem Dafoe - Sargento Buck McGriff
- Gregory Hines -  Sargento Albaby Perkins
- Fred Ward - Sargento Mayor Dix
- Amanda Pays - Nicole
- Lim Kay Tong - Lime Green
- Scott Glenn - Coronel Dexter Armstrong
- David Alan Grier - Rogers
- Keith David - Especialista Five Maurice